# Julio Riscal
 (janvier 2025).
Si vous disposez d'ouvrages ou d'articles de référence ou si vous connaissez des sites web de qualité traitant du thème abordé ici, merci de compléter l'article en donnant les références utiles à sa vérifiabilité et en les liant à la section « Notes et références ».
José Antonio Nieto Martín, connu sous le nom d'artiste Julio Riscal, né le 12 juillet 1928 à Madrid et le 13 novembre 2008 dans la même ville, est un acteur espagnol.

## Biographie
Après avoir étudié à l'École Supérieure d'Art Dramatique, il débute en 1948 avec la Compagnie d'Ana Adamuz dans l'œuvre La infanzona, de Jacinto Benavente.
Son époque de splendeur dans le cinéma coïncide avec les années 1950 que lui permet recréer un archétype de personnage jovial et de maladroit. Il roule des films aussi bien que María Brune (1951), de José María Forqué, La patrouille (1954), de Pedro Lazaga, Le Muchacho (1956), de Ladislas Vajda, L'homme qui voyageait despacito (1957), de Joaquín Luis Romarin Marchent, La Reine du Tabarín (1960), de Jesús Franco ou Hommes et femmes de blanc (1961), d'Enrique Courses.
Dans les années 1960, il tourne avec Rocío Dúrcal dans Chanson de jeunesse (1962), de Luis Lucia et dans Revistas, aussi bien que Todos contra todos, avec Tony Leblanc et Juanito Navarro. Ses autres films sont Le caractère gai (1957), avec Marujita Díaz.
Dans sa dernière étape professionnelle, il a surtout participé à des programmes à la télévision, notamment le magazine Fantastique (1980), avec José María Íñigo, où il a donné vie à un personnage excentrique nommé Le Conseguidor (en espagnol El Conseguidor), la série Classe moyenne (1987), avec Antonio Ferrandis et quelques épisodes de Raconte-moi (2003).

## Filmographie partielle
- 1954 : Conquête héroïque (La principessa delle Canarie) de Paolo Moffa et Carlos Serrano de Osma
- 1960 : Assaut colline 408 de Pedro Lazaga
- 1972 : La novicia rebelde de Luis Lucia Mingarro